# Вимон, Жак
 Жак Пьер Вимон (фр.  Jacques Pierre Vimont, 17 июля 1911 года — 7 февраля 2002 года  в Париже) — французский дипломат,  возведённый пожизненно в особое личное достоинство Посла Франции. Чрезвычайный и Полномочный Посол Франции в CCCP с 1973 года по 1976 год 

## Биография

### Учёба
- Имел университетскую степень лицензиата по правоведению
- Диплом Свободной школы политических наук, имеет университетскую степень лицензиата по литературе[3]

### Дипломатическая карьера
- С 1938 года — на дипломатической службе
- 1938 год — 1939 год — в дипломатическом представительстве Франции в Югославии
- 1939 год — 1942 год — в посольстве Франции в Тунисе
- 1944 год — 1946 год — в центральном аппарате МИДа Франции
- 1946 год — 1949 год — был советником при правительстве Марокко
- 1949 год — 1950 год — в посольстве Франции в Швейцарии
- 1950 год — 1951 год — генеральный секретарь правительства Туниса
- 1951 год — 1953 год — в посольстве Франции в Бразилии
- 1953 год — 1954 год — в центральном аппарате МИДа Франции
- 1954 год — 1957 год — советник—посланник в посольстве Франции в Соединенных Штатах Америки, в городе Вашингтоне.
- 1957 год — 1958 год — в центральном аппарате МИДа Франции:  директор департамента стран Америки
- 1958 год — 1965 год — в центральном аппарате МИДа Франции:  директор управления кадров
- 1965 год — 1969 год — Чрезвычайный и полномочный Посол Франции в Мексике
- 1969 год — 1973 год — Чрезвычайный и полномочный Посол Франции в Чехословакии
- 1973 год — 1976 год — Чрезвычайный и Полномочный Посол Франции в CCCP
- На заседании совета министров Франции декретом президента республики по представлению министра иностранных дел возведен в особое личное достоинство Посла Франции (пожизненно).

### Общественная деятельность
- 1976 год — 1980 год —  член правления компании «Эр Франс».
- На заседании совета министров Франции декретом президента республики Посол Франции Жак Вимон был назначен членом Совета Ордена Почётного легиона
- В 1978 году —  на заседании совета министров Франции декретом президента республики Посол Франции Жак Вимон назначен одновременно членом Совета Ордена Искусств и литературы, представляющим Совет Ордена Почётного легиона[4]

### Семья
- Сын — Пьер, 1949 года рождения, выпускник Парижского института политических наук (1971 год) и ЭНА, выпуск имени Андрэ Мальро (1977 года), тоже видный французский дипломат,  возведённый пожизненно в особое личное достоинство Посла Франции[5], бывший директор кабинета министра иностранных дел Франции, бывший Чрезвычайный и полномочный Посол Франции в Соединенных Штатах Америки [6]

### Кончина
Жак Пьер Вимон скончался 7 февраля 2002 года в Париже.